# Henrik L'Abée-Lund
Henrik L'Abée-Lund (26 marzo 1986) è un ex biatleta norvegese.

## Biografia
In Coppa del Mondo ha esordito il 5 febbraio 2011 a Presque Isle (10° in staffetta mista) e ha ottenuto la prima vittoria, nonché primo podio, il 9 dicembre 2012 a Hochfilzen in staffetta.
In carriera ha preso parte a due edizioni dei Campionati mondiali, vincendo una medaglia.
Si è ritirato nel 2019.

## Palmarès

### Mondiali
- 1 medaglia:
  - 1 oro (staffetta[1] a Nové Město na Moravě 2013)

### Mondiali juniores
- 2 medaglie:
  - 1 argento (staffetta a Val Martello 2007)
  - 1 bronzo (sprint a Val Martello 2007)

### Coppa del Mondo
- Miglior piazzamento in classifica generale: 24º nel 2013
- 15 podi (3 individuali, 12 a squadre), oltre a quello conquistato in sede iridata e valido anche ai fini della Coppa del Mondo:
  - 4 vittorie (1 individuale, 3 a squadre)
  - 6 secondi posti (a squadre)
  - 5 terzi posti (2 individuali, 3 a squadre)

#### Coppa del Mondo - vittorie
| Data             | Località          | Nazione  | Spec.                                                                            |
| ---------------- | ----------------- | -------- | -------------------------------------------------------------------------------- |
| 9 dicembre 2012  | Hochfilzen        | Austria  | RL (con Lars Helge Birkeland, Ole Einar Bjørndalen e Vetle Sjåstad Christiansen) |
| 10 dicembre 2017 | Hochfilzen        | Austria  | RL (con Ole Einar Bjørndalen, Erlend Bjøntegaard e Lars Helge Birkeland)         |
| 15 marzo 2018    | Oslo Holmenkollen | Norvegia | SP                                                                               |
| 18 marzo 2018    | Oslo Holmenkollen | Norvegia | RL (con Lars Helge Birkeland, Tarjei Bø e Johannes Thingnes Bø)                  |

Legenda:

SP = sprint

RL = staffetta